# Siège de Balcombe Street

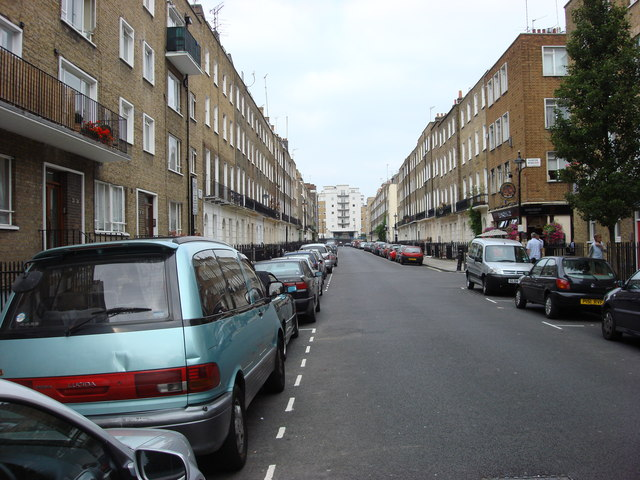
Vue récente de Balcombe Street, dans le quartier de Marylebone à Londres.

Le siège de Balcombe Street (en anglais : Balcombe Street siege) est une prise d'otage et opération policière liée au conflit nord-irlandais dans laquelle des membres de l'Armée républicaine irlandaise provisoire (IRA provisoire) et de la Metropolitan Police Service de Londres se sont affrontés du 6 au 12 décembre 1975 dans le quartier de Marylebone, à Londres. Le siège a pris fin avec la reddition de quatre membres de l'IRA et la libération de leurs deux otages.

## Histoire
Les quatre membres de ce qui est devenu le gang de Balcombe Street — Martin O'Connell, Edward Butler, Harry Duggan et Hugh Doherty — faisaient partie d'une active service unit (ASU) de l'IRA provisoire de six hommes (elle comprenait également Brendan Dowd et Liam Quinn).
À la suite d'une course poursuite succédant elle-même à une fusillade, le gang est « logé » dans une habitation à Balcombe Street où ils prennent deux résidents en otages. Les négociations avec la police ne fonctionnent pas et après six jours, ils se rendent.
Les hommes sont condamnés pour leurs actions en 1977 et durant le procès, ils attirent l'attention sur le fait que quatre personnes totalement innocentes purgent d'importantes peines de prison pour des attentats à Woolwich et Guildford, une référence aux « Quatre de Guildford ». Malgré avoir indiqué leur responsabilité pour ces faits, les « Quatre de Guildford » (et les « Sept Maguire »), innocents, restent en prison quinze ans de plus.